# 克雷姆尼察

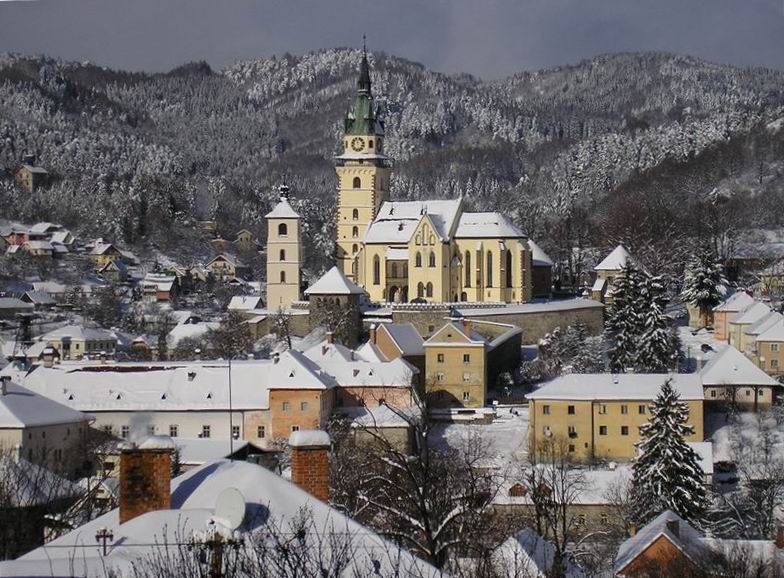

克雷姆尼察是斯洛伐克的城鎮，位於該國中部，由班斯卡-比斯特里察州負責管轄，面積43.13平方公里，海拔高度550米，2006年人口5,597，其中六成居民信奉羅馬天主教。

## 外部連結
- Official municipal website （页面存档备份，存于） （斯洛伐克文）
- Information for tourists （页面存档备份，存于）
- Virtual Kremnica （页面存档备份，存于） - 3D models, panoramas, photographs and more
- Museum of Coins and Medals
- Kremnica Castle
- Kremnické medovníky, Kremnica （斯洛伐克文）